# منتخب اليابان لسباعيات الرغبي
منتخب اليابان لسباعيات الرغبي (باليابانية: 7人制ラグビー男子日本代表) هو ممثل اليابان الرسمي في المنافسات الدولية في سباعيات الرغبي .

## وصلات خارجية
- الموقع الرسمي